# 文武镇
文武镇，是中华人民共和国云南省普洱市墨江哈尼族自治县下辖的一个乡镇级行政单位。
2012年12月28日，云南省人民政府批复同意撤销文武乡，设立文武镇。

## 行政区划
文武镇下辖以下地区：
丫口村、马甫村、曼兴村、安益村、大沟村和文武村。